# Attila Dargay
Attila Dargay (* 20. Juni 1927 in Mezőnyék; † 20. Oktober 2009 in Budapest) war ein ungarischer Filmregisseur, Comiczeichner und Illustrator, der in Budapest lebte.

## Leben
Dargay studierte ab 1945 an der Magyar Képzőművészeti Főiskola (MKF), 1948 musste er die Universität aber aus politischen Gründen verlassen. Später arbeitete er beim Nationaltheater in Budapest als Theatermaler. Gleichzeitig wirkte er bereits im Gründungsjahr des Filmstudios Pannonia 1951 als Reinzeichner an dem fünfzehnminütigen Zeichentrickfilm A Kiskakas gyémánt félkrajcárja mit. 1957 wurde er bei Pannonia Regisseur. Seine erste Regiearbeit war der Kurzfilm Ne hagyd magad emberke! Dargay arbeitete an zahlreichen Zeichentrickproduktionen mit, darunter Werbefilme, Fernsehserien, Lang- und Kurzfilme. So wirkte er auch bei den Serien Arthur der Engel, Peti und Gustav mit. 1976 führte er bei einem Film über Lúdas Matyi (deutscher Titel: Matyi, der Gänsejunge) Regie, der zum damals erfolgreichsten Film in Ungarn wurde und auch international erfolgreich war.
Dargay schrieb außerdem für das ungarische Magazin Füles Comics, wie viele andere Mitarbeiter von Pannonia. Viele der Geschichten waren an Pannonia-Filme angelehnt und wurden auch in der DDR verbreitet. Es erschien auch eine gereimte Geschichte „Kleiner Mann - geh Du voran“ von Manfred Streubel und Dargay in der DDR-Kinderzeitschrift Frösi.
Dargay illustrierte außerdem Buchfassungen der Filme und andere Bücher.

## Filmografie (Auswahl)
Als Regisseur:
- A három nyúl (1972)
- Lúdas Matyi (1976)
- Pom Pom (1980–84)
- Vuk (1981)
- Szaffi (1984)
- Az erdő kapitánya (1988)

Als Drehbuchautor:
- Lúdas Matyi (1976)
- Vuk (1981)
- Szaffi (1984)
- A hetedik testvér („Bobo und die Hasenbande“) (1991)

## Bücher (Auswahl)
- György Várnai (1921–1991), Die kleine Biene Nimmersatt. Den Text schrieb auf Grund des Märchenfilms Győrgy Várnai. Deutsch von István Frommer. Budapest : Corvina-Verl.  1964